# Treron fulvicollis
Treron fulvicollis é uma espécie de ave da família Columbidae.
Pode ser encontrada nos seguintes países: Brunei, Indonésia, Malásia, Myanmar, Singapura e Tailândia.
Os seus habitats naturais são: florestas de mangal tropicais ou subtropicais, pântanos subtropicais ou tropicais, matagal húmido tropical ou subtropical e jardins rurais.
Está ameaçada por perda de habitat.